# Água Comprida
Água Comprida är en kommun i Brasilien.   Den ligger i delstaten Minas Gerais, i den sydöstra delen av landet, 500 km söder om huvudstaden Brasília. Antalet invånare är 2 020.
Omgivningarna runt Água Comprida är en mosaik av jordbruksmark och naturlig växtlighet. Runt Água Comprida är det mycket glesbefolkat, med 5 invånare per kvadratkilometer.